# كأس إفريقيا للأندية البطلة 1985
كأس أفريقيا للأندية الأبطال 1985 هي النسخة 21 من مسابقة كرة القدم الدولية السنوية للأندية التي تقام في منطقة أفريقيا. لعب 37 فريقا في البطولة. تألفت البطولة من ست جولات من مباريات ذهاب وإياب. فاز نادي الجيش الملكي المغربي بالنهائي لأول مرة بها.

## الدور التمهيدي
| الفريق الأول        | إجم.       | الفريق الثاني                            | مباراة الذهاب | مباراة الإياب |
| ------------------- | ---------- | ---------------------------------------- | ------------- | ------------- |
| جمعية الحرس الوطني  | 3–1        | Sporting de Bissau                       | 1–0           | 2–1           |
| قوة الدفاع          | 1–4        | فيتال أو                                 | 1–2           | 0–2           |
| Mbabane Highlanders | 4–3        | LPF                                      | 4–1           | 0–2           |
| بترو إتليتيكو       | 5–2        | تمبت موكاف ‏                              | 4–1           | 1–1           |
| Ports Authority     | مرشح أوحد1 | الاتحاد الرياضي للقوات المسلحة البوركيني | —             | —             |

1 انسحب الاتحاد الرياضي للقوات المسلحة البوركيني صباح مبارة الذهاب.

## الجولة الأولى
| الفريق الأول            | إجم.                         | الفريق الثاني         | مباراة الذهاب | مباراة الإياب |
| ----------------------- | ---------------------------- | --------------------- | ------------- | ------------- |
| نادي دراغون             | 4–0                          | تاونشيب رولرز         | 3–0           | 1–0           |
| نادي كالوم ستار ‏        | 3–2                          | Real Republicans      | 1–0           | 2–2           |
| أغازا لومي              | 1–3                          | كارا برازافيل         | 0–1           | 1–2           |
| Black Rhinos            | 4–1                          | Mbabane Highlanders   | 1–0           | 3–1           |
| النادي الرياضي البنزرتي | 2–1                          | جمعية الحرس الوطني    | 1–0           | 1–1           |
| إينوغو رينجرز           | 4–1                          | بترو إتليتيكو         | 2–0           | 2–1           |
| نادي الجيش الملكي       | 10–0                         | Ports Authority       | 8–0           | w/o1          |
| غالي معسكر              | 4–3                          | نادي الاتحاد (ليبيا)  | 4–0           | 0–3           |
| Invincible Eleven       | 4–12                         | الملعب المالي         | 3–0           | 1–1           |
| Lions de l'Atakory      | 0–4                          | هارتس أوف أوك         | 0–1           | 0–3           |
| ناكيفوبو فيلا           | 4–4 (قانون أهداف خارج الأرض) | نادي الهلال (السودان) | 4–2           | 0–2           |
| باور ديناموز            | 6–1                          | كي إم كي إم           | 4–0           | 2–1           |
| Scarlets (Nakuru)       | 2–2 (قانون أهداف خارج الأرض) | فيتال أو              | 2–1           | 0–1           |
| ستيلا أبيدجان           | 1–4                          | US Gorée              | 1–1           | 0–3           |
| تونير ياوندي            | 2–2 (قانون أهداف خارج الأرض) | AS Sogara             | 2–1           | 0–1           |
| نادي الزمالك            | مرشح أوحد3                   | Marine Club           | —             | —             |

1 انسحب Ports Authority بعد مباراة الذهاب

2 طرد Invincible Eleven من المنافسة بسبب وجود لاعب غير مؤهل في فريقه

3 انسحب Marine Club.

## الجولة الثانية
| الفريق الأول            | إجم.                         | الفريق الثاني         | مباراة الذهاب | مباراة الإياب |
| ----------------------- | ---------------------------- | --------------------- | ------------- | ------------- |
| نادي دراغون             | 2–1                          | كارا برازافيل         | 1–1           | 1–0           |
| نادي كالوم ستار ‏        | 3–3 (قانون أهداف خارج الأرض) | إينوغو رينجرز         | 2–0           | 1–3           |
| النادي الرياضي البنزرتي | 2–4                          | نادي الجيش الملكي     | 1–4           | 1–0           |
| باور ديناموز            | 1–3                          | Black Rhinos          | 0–2           | 1–1           |
| الملعب المالي           | 2–3                          | غالي معسكر            | 2–0           | 0–3           |
| US Gorée                | 3–1                          | هارتس أوف أوك         | 3–0           | 0–1           |
| فيتال أو                | 4–2                          | AS Sogara             | 3–1           | 1–1           |
| نادي الزمالك            | 5–1                          | نادي الهلال (السودان) | 4–0           | 1–1           |

## ربع النهائي
| الفريق الأول      | إجم.         | الفريق الثاني    | مباراة الذهاب | مباراة الإياب |
| ----------------- | ------------ | ---------------- | ------------- | ------------- |
| Black Rhinos      | 2–3          | US Gorée         | 2–0           | 0–3           |
| نادي الجيش الملكي | 3–3 (3–1 ج.) | نادي كالوم ستار ‏ | 3–0           | 0–3           |
| غالي معسكر        | 0–3          | نادي دراغون      | 0–0           | 0–3           |
| فيتال أو          | 3–5          | نادي الزمالك     | 1–0           | 2–5           |

## نصف النهائي
| الفريق الأول | إجم.         | الفريق الثاني     | مباراة الذهاب | مباراة الإياب |
| ------------ | ------------ | ----------------- | ------------- | ------------- |
| نادي دراغون  | 2–1          | US Gorée          | 2–0           | 0–1           |
| نادي الزمالك | 1–1 (3–4 ج.) | نادي الجيش الملكي | 1–0           | 0–1           |

## النهائي
| نادي الجيش الملكي                                                     | 5–2 | نادي دراغون |
| --------------------------------------------------------------------- | --- | ----------- |
| - عبد الرزاق خيري 18' - Haidamou 27'، 57' - Chicha 46' - Barbouri 75' |     | هدف · هدف   |

| نادي دراغون | 1–1 | نادي الجيش الملكي |
| ----------- | --- | ----------------- |
| هدف         |     | - Haidamou 39'    |

## الفائز
| كأس إفريقيا للأندية البطلة 1985 |
| ------------------------------- |
| نادي الجيش الملكي الأول لقب     |

## الهدافين
| الرتبة | الاسم              | النادي            | الأهداف |
| ------ | ------------------ | ----------------- | ------- |
| 1      | عبد الرزاق خيري    | نادي الجيش الملكي | 4       |
| 1      | سعد دحان           | نادي الجيش الملكي | 4       |
| 1      | Abdellah Haidamou  | نادي الجيش الملكي | 4       |
| 1      | Mokhtar Chibani    | غالي معسكر        | 4       |
| 5      | Jesus              | بترو إتليتيكو     | 3       |
| 5      | جمال عبد الحميد    | نادي الزمالك      | 3       |
| 5      | Lahcen Chicha      | نادي الجيش الملكي | 3       |
| 5      | محمد التيمومي      | نادي الجيش الملكي | 3       |
| 9      | Mourad Belhadj     | غالي معسكر        | 2       |
| 9      | محمد حلمي          | نادي الزمالك      | 2       |
| 9      | Nasr Ibrahim       | نادي الزمالك      | 4       |
| 9      | طارق يحيى          | نادي الزمالك      | 2       |
| 9      | Abdelmalek El Aziz | نادي الجيش الملكي | 2       |